# Gustaf Stiernhöök
Gustaf Stiernhöök, född 1671 (döpt 25 maj) i Stockholm, död 23 juni 1709 i slaget vid Poltava, var en svensk militär.
Gustaf Stiernhöök var son till assessor Olof Stiernhöök och Margareta von Beijer. Han var kammarpage innan han blev fänrik vid Livgardet 1694, och deltog i fransk tjänst i fälttågen 1694 och 1695. Stiernhöök blev löjtnant vid Livgardet 1697, kapten 1701 och major 1706. Han deltog i övergången av Düna där han sårades och tvingade i slaget vid Kliszów en trupp under befäl av Hieronim Augustyn Lubomirski att vika. År 1709 var Stiernhöök överste och chef för Upplands infanteriregemente. Han var förlovad med friherrinnan Elisabet Magdalena Bååt, som var dotter till Carl Gabriel Bååt.